# Lipník (district de Prievidza)
Pour les articles homonymes, voir Lipník.
Lipník (hongrois : Hársas) est un village de Slovaquie situé dans la région de Trenčín.

## Histoire
La première mention écrite du village date de 1432.

## Démographie

### Évolution de la population
| Année:               | 1994. | 2004.   | 2014.   | 2024.    |
| -------------------- | ----- | ------- | ------- | -------- |
| Nombre de personnes: | 486   | 477     | 511     | 595      |
| Différence:          |       | -1,85 % | +7,12 % | +16,43 % |

| Année:               | 2023. | 2024.   |
| -------------------- | ----- | ------- |
| Nombre de personnes: | 597   | 595     |
| Différence:          |       | -0,33 % |